# フランシス・グレーソン
フランシス・グレーソン（Frances Wilson Grayson、1890年頃 - 1927年12月25日）はアメリカ合衆国の女性である。1927年に女性最初の大西洋横断飛行をめざした女性の一人である。彼女の搭乗してニューヨークから出発した双発の水陸両用機、シコルスキー S-36、「Dawn」号はニューファンドランド島付近で行方不明となり、フランシスら3人の乗員も発見されなかった。

## 生涯
アーカンソー州のチェロキービレッジに、フランシス・ウィルソンとして生まれた。家族とインディアナ州に移り、プロ歌手を目指していた兄とともに音楽を学ぶためにシカゴ・ミュージカル・カレッジ（Chicago Musical College）に入学した。兄が死んで、音楽を学ぶのをやめ、スワースモア大学で朗読と演劇を学んだ。1914年にスワースモア大学在学中に20歳年上のヴァージニアの郵便局長、ジョン・グレーソンと結婚したが9年後に離婚した。ニューヨークに出て新聞記者になり、不動産業を営んだ。
1927年のチャールズ・リンドバーグの無着陸横断飛行の成功は彼女に最初の大西洋横断飛行を行なう女性となることを決意させた。乗客6人が乗れる複葉の水陸両用機シコルスキー S-36を購入し、ピッツバーグの製鉄業者の娘のAage Ancker婦人の資金を得た。乗機は「Dawn」号と名付けられた。アメリカ人女性のもう一人の挑戦者、ルース・エルダーと競うように、1927年10月にウィルマー・ストゥルツ（Wilmer Stultz：1928年にアメリア・イアハートを同乗させて大西洋横断飛行に成功する）の操縦で試みるが、2度とも機体の不調で飛行を中止し、操縦士のストゥルツは3度目の挑戦を拒否した。1927年12月23日、パイロットは ノルウェー海軍のオスカー・オムダール（Oskar Omdal）が務めて、航法士としてBrice Goldsborough、無線士として Frank Koehlerが搭乗した「Dawn」号はロンドンをめざしてカーティス飛行場を17時に離陸した。ニューファンドランド島で給油の予定であったが、無線が途切れ、「Dawn」号は行方不明となり、アメリカ海軍による捜索が行われたが何も発見されなかった。